# Tanatchivia chimaera
Tanatchivia chimaera là một loài ruồi trong họ Asilidae. Tanatchivia chimaera được Hradský miêu tả năm 1983. Loài này phân bố ở vùng Cổ Bắc giới và châu Á.